# Eligiusz Dymowski
Eligiusz Ryszard Dymowski OFM (ur. 4 lipca 1965 w Sannikach) – polski duchowny, franciszkanin, doktor teologii pastoralnej, wykładowca, poeta, krytyk literacki, juror konkursów literackich.

## Życiorys
Urodził się 4 lipca 1965 w Sannikach na Mazowszu. Syn Stanisławy  z domu Szewczyk i Wiesława Dymowskiego.  Ukończył franciszkańskie liceum w Wieliczce, a następnie podjął studia w Instytucie Teologicznym Księży Misjonarzy w Krakowie oraz na Uniwersytecie Laterańskim w Rzymie. W 1994 przebywał na stypendium Ambasady Francuskiej przy Stolicy Apostolskiej w Lyonie. Był duszpasterzem w Somma Vesuviana koło Neapolu oraz w Pińczowie, a następnie w Krakowie – Bronowicach Wielkich. Doktoryzował się w 2001 na papieskiej Akademii Teologicznej w Krakowie. W latach 1999–2005 był rektorem Wyższego Seminarium Duchownego OO. Franciszkanów w Krakowie – Bronowicach Wielkich. W latach 1998–2017 pełnił funkcję przełożonego bronowickiej wspólnoty klasztornej. Obecnie jest definitorem prowincji i proboszczem franciszkańskiej parafii w Krakowie – Bronowicach Wielkich.
Należy do Katolickiego Stowarzyszenia Dziennikarzy, Krakowskiej Konfraterni Poetów, Oddziału Polskiego Stowarzyszenia Kultury Europejskiej (od 2005 wiceprezes). Od 2007 jest członkiem Krakowskiego Oddziału Stowarzyszenia Pisarzy Polskich (w latach 2010-2014 oraz od 2017 – członek zarządu). Należy również do Stowarzyszenia Autorów Polskich, Polskiego Stowarzyszenia Pastoralistów, Stowarzyszenia Academia Europea Sarbieviana, Polskiego Towarzystwa Teologicznego oraz Myślenickiej Grupy Literackiej „Tilia”.
Jego wiersze tłumaczono na język włoski, francuski, angielski, rosyjski, chorwacki, serbski, macedoński, słoweński i esperanto. Można je znaleźć w polskich i obcojęzycznych antologiach.
Uczestnik – gość specjalny Międzynarodowych Festiwali Poezji „Maj nad Wilią”.

## Twórczość
Debiutował w 1987, wydał następujące tomiki wierszy:
- „W cieniu drzew”, Kraków 1988
- „Wołanie głębin”, Wyd. Franciszkański Ośrodek Powołaniowy, Kraków 1990
- „Krople nadziei”, Oficyna Wydawnicza SYGNATURA, Katowice 1992
- „Tęsknota do bezimienności”, Pińczów 1993
- „Cierpienie anioła” Wydawnictwo Rycerza Niepokalanej, Rzym 1995
- „W poczekalni świata”, Wyd. Staromiejski Ośrodek Kultury, Warszawa 2000
- „Rozmowa z muszlą”, Wydawnictwo Barbara, Szczecin 2000 (wydanie bibliofilskie – 3 egzemplarze)
- „Okruchy poezji – Le briciole di poesia”, tomik polsko – włoski, Oficyna Konfraterni Poetów, Kraków 2003
- „Przemilczenia – Unsaid”, tomik polsko – angielski, Oficyna Konfraterni Poetów, Kraków 2005
- „Wędrówki z Nolis”, Oficyna Wydawniczo – Poligraficzna Adam, Warszawa 2006
- „Zerwane kartki kalendarza” (miniatury poetyckie prozą), Wydawnictwo Towarzystwa Słowaków  w Polsce, Kraków 2011
- „Zwyczajność rzeczy”, Księgarnia Akademicka, Kraków 2012
- „na niepogodę uczuć – на непогоду чувств”, (tomik polsko – rosyjski), Oficyna Konfraterni Poetów, Kraków 2013
- „Dotyk pamięci”, Wydawnictwo Prymat, Białystok 2014
- „Pęknięta struna świata”, Wydawnictwo ATELIER WM, Kraków 2017
- „S druge strane reči” (wybór wierszy w tłumaczeniu na język serbski), przekład: Olga Lalić-Krowicka, Wydawnictwo SVITAK, Požega 2017
- „Teraz potrzebuję ciszy, aby znów odnaleźć uśmiech Boga w sobie”, Kraków 2017 – z serii: „Cykl opracowań i prezentacji współczesnej poezji religijnej, zwłaszcza małopolskiej. Tom 2”
- "Cicha dłoń" (wybór wierszy)/ "Tichá dlaň" (výbor z poezie) (wybór wierszy w tłumaczeniu na język czeski), przekład: Libor Martinek, LITERATURE & SCIENCES, Opawa 2020
- "Ziemia kamienna", Seria poetycka, tom 2, Fundacja Słowo i Obraz, Augustów 2020
- "Stranice otrgnute iz kalendara" ("Zerwane kartki kalendarza" [miniatury poetyckie prozą] w tłumaczeniu na język serbski), przekład: Olga Lalić – Krowicka, Wydawnictwo PROMETEJ, Novi Sad 2020
- "Wschody i zachody" Wybór wierszy z lat 1995 – 2021, seria Poeci Krakowa, Wydawca: Biblioteka Kraków, słowo wstępne prof. Zofia Zarębianka, Kraków 2021
- "Ku brzegom życia" Kraków 2022, płyta CD audio wydana wraz z Jolantą Wagą z okazji 35 – lecia twórczości artystycznej, autor grafiki na okładce: Wojtek Kowalczyk
- "Kamena zemlja" ("Ziemia kamienna" w tłumaczeniu na język serbski), przekład: Olga Lalić – Krowicka, posłowie Milijan Despotović, Wydawnictwo Svitak, Pozega 2022[14]
- "Napukla struna sveta" ("Na niepogodę uczuć" w tłumaczeniu na język serbski), przekład: Biserka Rajčić, posłowie Biserka Rajčić, Wydawnictwo Treći Trg & Srebrno drvo, Beograd (Belgrad) 2023[15]
- "Z Tobą Maryjo. Nasze fiat" Kraków 2024, płyta CD audio wydana wraz z Jolantą Wagą, projekt witraży: Krystyna Szczekan, projekt okładki: Aneta Hrynkiewicz/Krakowskie Centrum Artystyczne/

Ponadto:
- Giosué Borsi „Rozmowy”, Księgarnia Akademicka, Kraków 1997 (współtłumacz)
- „W ciszy Boga”, Kraków 2001
- „I ministeri laicali nell’ecclesiologia di Y.M.-J. Congar”, Kraków 2001

Jest autorem licznych publikacji z zakresu teologii i literatury.

## Nagrody i wyróżnienia
- Nagroda literacka „Świętokrzyskiego Gustawa” (w dziedzinie: krytyka literacka i poezja) – Kielce 2013[10]
- Odznaka honorowa Ministerstwa Kultury i Dziedzictwa Narodowego – „Zasłużony dla Kultury Polskiej” (2017)[10]
- Odznaka Honoris Gratia – Kraków 2022, w związku z 35 – leciem twórczości[16]